# Antifona

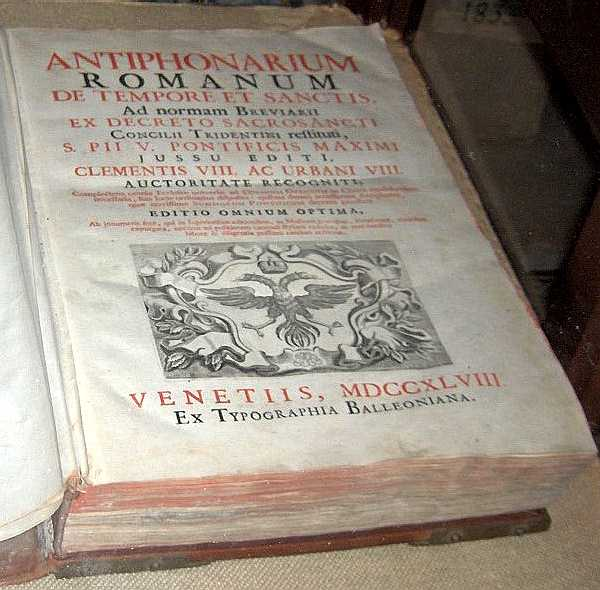
Frontespizio di un antifonario romano stampato a Venezia nel 1748

L'antifona è una frase, spesso breve, che viene recitata o di preferenza cantata in una salmodia durante una celebrazione liturgica dell'ufficio o della messa.
Solitamente si tratta di un versetto di un salmo o scrittura, ma può essere anche una semplice composizione ecclesiale che ha lo scopo di inquadrare il salmo cantato all'interno dell'occasione liturgica celebrata.
Musicalmente l'antifona è la prima forma di ritornello e la sua origine è antichissima. Il repertorio del Canto gregoriano conta migliaia di antifone, la maggior parte delle quali dell'ufficio suddivisi in due generi indipendenti: 
- l'antifona salmodica, cantata insieme con un salmo o un cantico,
- l'antifona libera che è una preghiera messa in musica e senza versetti associati.

La parola è di origine greca, da ἀντί (opposto) + φωνή (suono) e stava a indicare una voce che si alternava a un'altra nella recitazione salmodica.
Le antifone dell'ufficio sono raccolte in un libro liturgico detto antifonario.

## Antifona libera
Oltre all'antifona salmodica, il Canto gregoriano designa nello stesso tempo per antifona ciò che è in effetti una semplice preghiera cantata, senza salmo associato.
All'interno del repertorio hanno un particolare rilievo le quattro antifone mariane maggiori
1. Alma Redemptoris Mater, cantata dall'inizio dell'Avvento fino alla Candelora
2. Ave Regina Coelorum è l'antifona cantata dopo la Candelora fino alla conclusione della Quaresima
3. Regina Coeli, cantata nel Tempo pasquale fino a Pentecoste
4. Salve Regina, cantata nel resto dell'anno

Una monodia eseguita da due cori semi indipendenti che interagiscono fra di loro, cantando alternativamente, viene detta in stile antifonale. In particolare, la salmodia antifonale (o innodia se il testo è un inno) consiste nel cantare un salmo alternativamente da due gruppi (in contrapposizione allo stile responsoriale, cioè il coro di fedeli alternato a un "solista", ossia il celebrante). La struttura spesso speculare di molti salmi ebraici rende probabile che la tecnica esecutiva antifonale abbia origine dalla musica degli antichi Ebrei. Secondo lo storico Socrate, la sua introduzione nel culto cristiano risalirebbe a Ignazio (morto nel 115), che in una visione avrebbe sentito doppi cori di angeli. Questo metodo fu introdotto nella Chiesa latina più di due secoli dopo da Ambrogio, vescovo di Milano, che compose un antifonario, ossia un libro che contiene i canti liturgici (probabilmente un Liber Hymnorum, ossia un libro di inni, trovando che questi canti potessero con la loro semplicità coinvolgere i credenti durante celebrazione), cioè una raccolta di opere redatte per essere eseguite con questa tecnica esecutiva.
Per molto tempo si è ritenuto che il repertorio di canti (contenuti nell'antifonario) impiegato nella Chiesa di Roma fosse stato composto da papa Gregorio Magno nel 590; in realtà il canto che è stato tramandato non è che l'ultimo prodotto di una storia di secoli, e che con papa Gregorio ha poco o nulla a che fare.
Esegeta di antifone e responsoriali fu l'abate benedettino Regino di Prüm, che all'inizio del X secolo a Treviri ne scrisse abbondantemente.
La forma antifonale è particolarmente diffusa nella tradizione musicale anglicana, con due gruppi di cantori che si dispongono su due lati contrapposti del coro.
Quando due o più gruppi di cantori si alternano lo stile musicale può anche essere definito policorale. La tecnica policorale è tipica della scuola veneziana, e lo stile è noto anche come stile policorale veneziano o tecnica dei cori battenti, nato nel tardo rinascimento proprio a Venezia e diffusosi in Europa nel primo barocco, oltre che in Italia soprattutto in Spagna e in Germania. Naturalmente non si parla più di monodia ma di polifonia rinascimentale che proprio a Venezia, intorno alla basilica di San Marco, vide illustri compositori (Adrian Willaert, Cipriano de Rore, Gioseffo Zarlino, Annibale Padovano, Claudio Merulo, Andrea Gabrieli, amico e forse allievo di Orlando di Lasso, e suo nipote Giovanni Gabrieli). Altro illustre rappresentante di questo stile è Jacobus Gallus Carniolus.
Nel XIX e XX secolo fu impiegato anche da compositori come Hector Berlioz, Igor' Fëdorovič Stravinskij e Karlheinz Stockhausen, Alfred Schnittke.
Forme tradizionali musicali simili all'antifona si possono trovare anche in altre culture come in India, come nel genere sawal-jawab (domanda e risposta).